# Ют-Маунтин
Ют-Маунтин (англ. Ute Mountain Reservation) — индейская резервация, расположенная в юго-западной части штата Колорадо, на северо-западе Нью-Мексико и юго-востоке Юты, США. 

## История
Горные юты являются потомками племени виминучи. Они жили к западу от Американского континентального водораздела вдоль реки Долорес в Западном Колорадо, в горах Абахо, в долине реки Сан-Хуан и вдоль её северных притоках, а также в горах Сан-Хуан в Восточной Юте.
По мере того, как всё больше белых переселялось на Запад, с ними возникали конфликты из-за создания фортов, захвата земель и ограничения доступа к старым охотничьим угодьям, также значительно сократилась численность ютов из-за болезней и недоедания, в период с 1859 по 1879 год с 8 000 до 2 000 человек.
В 1897 году виминучи переселяются в резервацию Саутерн-Ют. Они сопротивлялись Закону Дауэса, в то время как другие племена резервации — муачи и капоте согласились принять наделы. Виминучи под руководством вождя Игнасио сочли эту идею настолько чуждой их традициям, что они отказались разделить племенную землю и переехали в западную часть Саутерн-Ют, которая к 1900 году стала их резервацией Ют-Маунтин.

## География
Резервация расположена в юго-западной части штата Колорадо и на северо-западе Нью-Мексико, небольшие участки есть также на юго-востоке Юты. Территория резервации охватывает часть округов Монтезума и Ла-Плата в Колорадо, Сан-Хуан в Нью-Мексико и Сан-Хуан в Юте. Земли резервации состоят из столовых гор, рек, каньонов и лугов полупустынь.
Общая площадь резервации составляет 2 333,50 км², из них 2 332,91 км² приходится на сушу и 0,60 км² — на воду. Административным центром резервации является неинкорпорированное сообщество Тойак.

## Демография
По данным федеральной переписи населения 2000 года, в резервации проживало 1 687 человек.
В 2019 году в резервации проживало 1 701 человек. Расовый состав населения: белые — 52 чел., афроамериканцы — 0 чел., коренные американцы (индейцы США) — 1 640 чел., азиаты — 5 чел., океанийцы — 4 чел., представители других рас — 0 чел., представители двух или более рас — 0 человек. Плотность населения составляла 0,73 чел./км². Большинство людей в резервации живут в городе Тойаке, который также является агентством племени горных ютов (виминучи).